# 卡拉姆布尔
卡拉姆布尔（Kalambur），是印度泰米尔纳德邦蒂魯文納默萊縣的一个城镇。2001年总人口13,303。

## 人口
该地2001年总人口13,303人，其中男性6,608人，女性6,695人；0—6岁人口1,447人，其中男698人，女749人；识字率67.91%，其中男性为79.07%，女性为56.89%。